# Brickfields

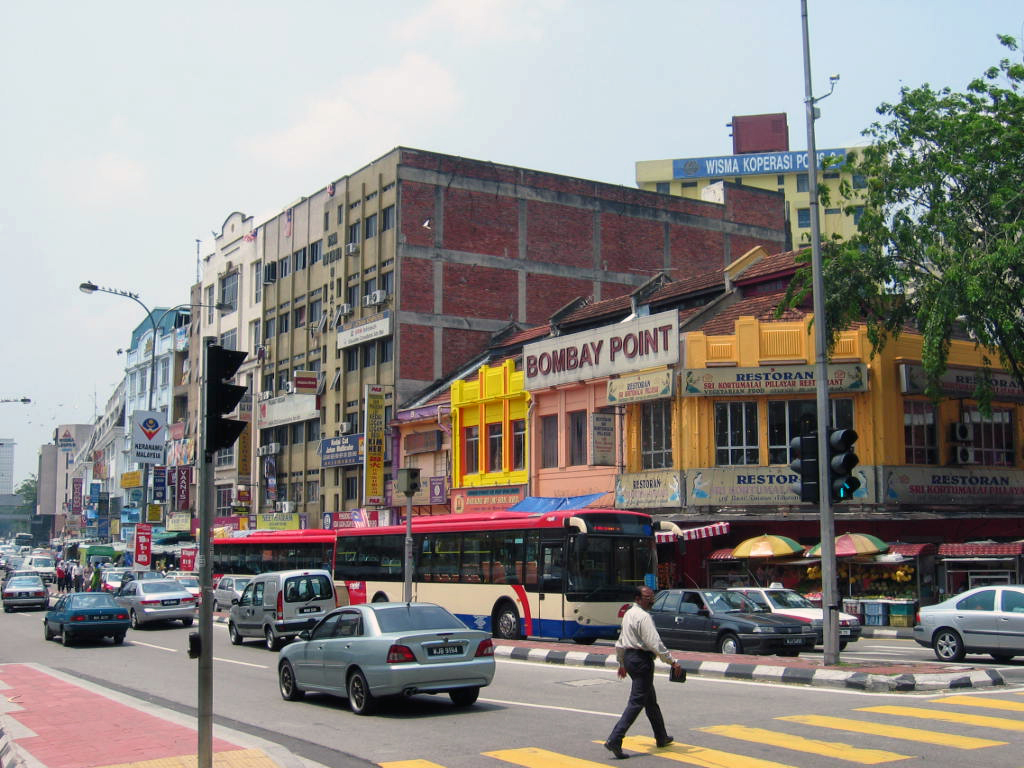
Jalan Tun Sambanthan a Brickfields

Brickfields è un quartiere (nonché una zona amministrativa) situato sul fianco occidentale centrale di Kuala Lumpur, in Malaysia. È conosciuta anche come "Little India" (Piccola India) per l'alta percentuale di residenti e attività commerciali indo-malesi.
Brickfields è nota per essere la sede di KL Sentral, il principale snodo del trasporto pubblico di Kuala Lumpur.